# Akmena (přítok Pelyši)
Akmena je potok 4. řádu ve východní Litvě, v Aukštaitiji, který se vlévá u vsi Sedeikiai, 6 km na jihovýchod od městečka Viešintos do rybníka Pelyšų tvenkinys na řece Pelyša jako její pravý přítok 4,0 km od jejího ústí do Šventoji.

## Tok
Teče v okrese Anykščiai. Celkový směr nepravidelně klikatého toku je od západu na východ. Teče v a podél severní části lesa, podle ní nazvaného Akmenos miškas. Křižuje silnici č. 175 Nociūnai Andrioniškis a potom teče podél jejího severního kraje. Potok má pravý přítok jménem Paventis a dalších šest nevýznamných pravých přítoků a ještě pět nevýznamných levých přítoků.